# Baillie Gifford US Growth Trust
Baillie Gifford US Growth Trust plc. ist eine britische Investmentgesellschaft mit Sitz in Edinburgh.
Sie investiert in Wertpapiere von börsennotierten und nicht börsennotierten Unternehmen in den Vereinigten Staaten. Der Höchstbetrag, der in nicht börsennotierte Unternehmen investiert werden kann, darf 50 % des Gesamtvermögens nicht überschreiten. Das Portfolio umfasst bis zu 90 Titel. Das Unternehmen investiert in verschiedene Sektoren, darunter Informationstechnologie, Kommunikationsdienste, Industriewerte, Gesundheitswesen und Finanzdienstleister.
Im Mai 2024 beliefen sich die verwalteten Mittel auf insgesamt 683,21 Mio. Pfund.
Die Fondsmanager des Trusts sind Gary Robinson und Kirsty Gibson von Baillie Gifford & Co.
Das Unternehmen ist an der Londoner Börse gelistet und Teil des FTSE 250 Index.